# Hartmut Kegler
Hartmut Kegler (* 14. April 1931 in Stettin; † 21. April 2021 in Dessau) war ein deutscher Phytomediziner und Pflanzenvirologe. Er forschte am Institut für Phytopathologie Aschersleben mit dem Schwerpunkt Obstvirosen.

## Leben
Kegler besuchte bis 1944 die Grundschule in Hirschberg (Niederschlesien), bevor er diese infolge des Zweiten Weltkrieges und Umsiedlung abbrechen musste. Er absolvierte ab 1945 eine landwirtschaftliche Lehre in Abtsbessingen/Thüringen und arbeitete anschließend zwei Jahre in einem brandenburgischen Landwirtschaftsbetrieb in Toppel als Landwirtschaftsgehilfe. Von 1950 bis 1952 besuchte er die Landwirtschaftliche Fachschule in Rostock und schloss diese Ausbildung als Staatlich geprüfter Landwirt ab. Es folgte ein Studium der Landwirtschaft an der landwirtschaftlichen Fakultät der Martin-Luther-Universität. Während des Studiums erwachte sein Interesse an der pflanzlichen Virologie. Betreut durch Maximilian Klinkowski schloss er sein Studium mit einer Diplomarbeit über Mosaikviren der Kartoffel ab. Nach dem Studium setzte er seine wissenschaftliche Arbeit an dem von Klinkowski geleiteten Institut für Phytopathologie Aschersleben (IfP) der Deutschen Akademie der Landwirtschaftswissenschaften zu Berlin fort. Hier arbeitete er auf dem Gebiet der Pflanzenvirologie und leitete die Abteilung Virosenforschung.
Für seine wissenschaftlichen Leistungen wurde Kegler 1980 von der Akademie der Landwirtschaftswissenschaften der Titel eines Professors verliehen. Im Jahr 1988 erhielt er den Nationalpreis für Wissenschaft und Technik. Mit der politischen Wende und der Neustrukturierung des Institutes endete 1990 seine wissenschaftliche Betätigung am Institut für Phytopathologie in Aschersleben. In den folgenden Jahren arbeitete er weiter auf dem Gebiet der Virusresistenzprüfung im Auftrag von verschiedenen Züchterfirmen bzw. in Kooperation mit der von Egon Fuchs geleiteten Arbeitsgruppe Virologie des Instituts für Pflanzenzüchtung und Pflanzenschutz der Martin-Luther-Universität Halle-Wittenberg.
Neben seiner wissenschaftlichen Tätigkeit befasste sich Kegler in den folgenden Jahren intensiv mit der christlichen Soziallehre und dem tätigen Humanismus von Albert Schweitzer, mit dem er selbst im Briefwechsel stand.

## Forschungsschwerpunkte
Zu Beginn seiner wissenschaftliche Tätigkeit im IfP übertrug ihm Maximilian Klinkowski die Bearbeitung der Kernobstviren. Die Ergebnisse fasste Kegler in seiner Dissertation „Beiträge zur Kenntnis der Kernobstviren“ zusammen, die er erfolgreich an der Martin-Luther-Universität Halle-Wittenberg verteidigte. Hier habilitierte er sich auch 1965 mit der Schrift „Analyse und Bekämpfung der Virosen des Kern- und Steinobstes in der Deutschen Demokratischen Republik“. Den Viren der verschiedenen Obstsorten blieb Kegler über die drei Jahrzehnte seines Wirkens im Ascherslebener Institut verbunden. Schwerpunkte seiner Arbeit waren vor allem die Diagnose der Viren, sowohl biologische als auch die serologischen Methoden, die Virustestung und zunehmend die Virusresistenz. Eine enge wissenschaftlich Beziehung verband ihn mit der Virologin Tatjana D. Verderevskaja am Moldauischen Institut für Obst- und Weinbau in Chișinău. Zu seinen Ergebnissen zählen der Aufbau virusfreier Kernobstbestände in der DDR und in der Republik Moldau oder die Entdeckung von Pflaumentypen mit Hypersensibilität und damit absoluter Resistenz gegen das Scharka-Virus, die später züchterisch genutzt wurde.
Neben der Obstvirologie befasste sich Kegler mit einer Reihe weiterer virologischer Fragestellungen, so der Stabilität und Mobilität pflanzenpathogener Viren in Böden und Gewässern. Er wies als erster exakt die vektorlose Übertragung pflanzlicher Viren nach und wandte die Remissionsspektroskopie bei der Messung virusbedingter Blattfärbungen an. Ein besonderer Schwerpunkt seiner Arbeiten war die Entwicklung der Theorie der quantitativen Virusresistenz und ihre praktische Nutzung in der Virusresistenzzüchtung. Seine Ergebnisse schlugen sich in über 335 Publikationen nieder, darunter Beiträge in Fachbüchern. Er war Mitglied des Redaktionsrates des Archivs für Phytopathologie und Pflanzenschutz und hatte Anteil am Fortbestand dieser wissenschaftlichen Zeitschrift als Archives of Phytopathology and Plant Protection.

## Veröffentlichungen (Auswahl)
- mit Wolfgang Friedt: Resistenz von Kulturpflanzen gegen pflanzenpathogene Viren. Gustav Fischer, Jena 1993, ISBN 3334604330.
- mit W. Hartmann: Present status of controlling plum pox virus. In: A. Hiradi: Plant virus control. Academic Press New York, 1995
- mit D. Spaar: Ökologische Grundlagen der Bekämpfung von Viruskrankheiten landwirtschaftlicher Kulturen. In: Neue Landwirtschaft (1995), S. 44–47.
- mit E. Fuchs, M. Grüntzig, S. Schwarz: Einige Ergebnisse 50jähriger Forschung zur Scharkaresistenz. In: Erwerbs-Obstbau 40 (1998). S. 180–184.

- Die Virusresistenzforschung im ehemaligen Institut für Phytopathologie Aschersleben der Deutschen Akademie der Landwirtschaftswissenschaften zu Berlin. In: Archives of Phytopathology and Plant Protection 35, 2002, S. 77–103. doi:10.1080/03235400214214.